# Joachim Chemnitz
Joachim Chemnitz (spätere Schreibweise Joachim Kemnitz; * 18. Mai 1600 in Berlin, Kurfürstentum Brandenburg; † 24. Mai 1663) war ein deutscher Jurist, kurfürstlicher Rat und Konsistorialpräsident in Brandenburg.

## Leben
Der Vater Joachim Chemnitz (1560–1629) war kurfürstlicher Hof- und Kammergerichtsrat. Joachim Chemnitz studierte in Frankfurt (Oder) und wurde später Doktor beider Rechte.
1625 wurde er brandenburgischer Konsistorialrat, 1630 Hof- und Kammergerichtsrat und 1648 Konsistorialpräsident. 1659 wurde er von Kurfürst Friedrich Wilhelm aus diesem Amt entlassen.
Joachim Chemnitz war zweimal verheiratet.
Martin Friedrich Seidel veröffentlichte ein Porträt als Kupferstich von ihm.